# William D. Washburn

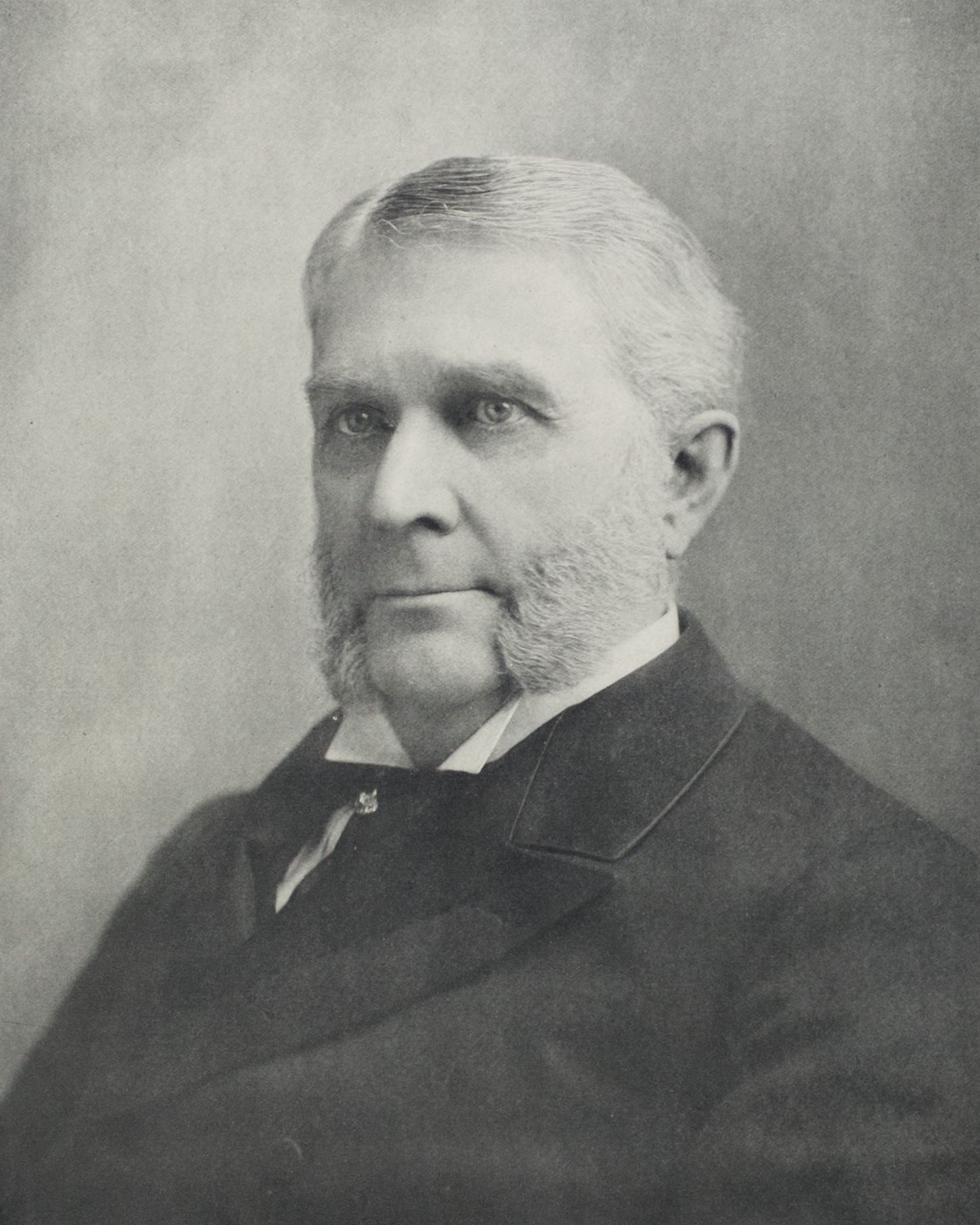
William D. Washburn

William Drew Washburn (* 14. Januar 1831 in Livermore, Androscoggin County, Maine; † 29. Juli 1912 in Minneapolis, Minnesota) war ein amerikanischer Politiker (Republikanische Partei), der den Bundesstaat Minnesota in beiden Kammern des Kongresses vertrat.

## Biografie
William Washburn entstammte einer Familie, die zahlreiche Politiker hervorbrachte. Drei seiner insgesamt sieben Brüder schlugen ebenfalls eine politische Laufbahn ein und saßen wie er im Repräsentantenhaus der Vereinigten Staaten – allerdings jeweils für einen anderen Bundesstaat: Israel (1813–1883) für Maine, Elihu (1816–1887) für Illinois und Cadwallader (1818–1882) für Wisconsin. Israel und Cadwallader Washburn waren überdies Gouverneure ihrer jeweiligen Staaten, Elihu Washburne – der seinem Nachnamen ein „e“ anhängte – amtierte außerdem für wenige Tage als Außenminister der Vereinigten Staaten unter Präsident Ulysses S. Grant.
Nach seinem Abschluss am Bowdoin College studierte William Washburn in Bangor unter John A. Peters, einem späteren Kongressabgeordneten aus Maine, die Rechtswissenschaften, ehe er 1857 nach Minneapolis zog. Dort praktizierte er als Rechtsanwalt und arbeitete für die von seinem Bruder Cadwallader gegründete Minneapolis Milling Company. Er begann sich auch selbst als Geschäftsmann zu betätigen und wurde durch Erfolge im Bauholz- und im Mehlhandel zu einem der vermögendsten Männer Minnesotas. Von 1883 bis 1889 fungierte er als erster Präsident der Eisenbahngesellschaft Minneapolis, Sault Ste. Marie and Atlantic Railroad bzw. deren Nachfolgegesellschaft Minneapolis, St. Paul and Sault Ste. Marie Railway (Soo Line). Außerdem gründete er die Pillsbury-Washburn Milling Company, aus der dann die Pillsbury Company entstand; diese wiederum ging in General Mills auf, dem Nachfolgeunternehmen der von seinem Bruder geführten Milling Company.
In sein erstes öffentliches Amt als oberster Landvermesser (Surveyor General) von Minnesota mit Sitz in Saint Paul wurde Washburn 1861 von Präsident Abraham Lincoln berufen; er bekleidete es bis 1865. Im Jahr 1864 bewarb er sich erstmals um einen Sitz im US-Repräsentantenhaus, verlor aber die Wahl. Nachdem er in mehreren Sitzungsperioden dem Repräsentantenhaus von Minnesota angehört hatte, gelang ihm bei der Wahl des Jahres 1878 doch noch der Einzug in den Kongress, wo er vom 4. März 1879 bis zum 3. März 1885 die Interessen Minnesotas vertrat. Er schied danach zunächst aus dem Parlament aus, kandidierte dann aber 1888 bei der Wahl zum US-Senat, die er für sich entschied. Nach sechsjähriger Amtszeit vom 4. März 1889 bis zum 3. März 1895 verfehlte Washburn allerdings die Wiederwahl.
Nach seinem Abschied aus der Politik ging Washburn wieder seinen geschäftlichen Tätigkeiten nach. Er verbrachte seine letzten Lebensjahre auf seinem Anwesen „Fair Oaks“, dessen Umgebung vom Landschaftsarchitekten Frederick Law Olmsted kunstvoll gestaltet worden war. Das Haus wurde 1924 abgerissen, um Platz für einen Park zu schaffen; heute gehört das Gebiet zum Washburn-Fair Oaks Mansion District, das 1977 ins National Register of Historic Places aufgenommen wurde.